# Grasnelkenflur
Grasnelkenflur oder Galmeigrasnelken-Gesellschaft (Armerietum halleri) nennt man eine Pflanzengesellschaft, die sich auf kupferhaltigen Böden im Harz und im Siegerland entwickelt hat. Sie ist durch Galmei-Grasnelke (Armeria maritima ssp. halleri) charakterisiert. Eine Begleitart ist Hallersche Schaumkresse (Arabidopsis halleri). Von der Galmeiflora bei Aachen unterscheidet sie sich durch das Fehlen des Galmei-Veilchens und des Galmei-Täschelkrauts.
Die Assoziation Armerietum halleri wurde 1930 von Libbert zum ersten Mal beschrieben. Die Pflanzengesellschaft ist nach der Roten Liste der Pflanzengesellschaften Deutschlands in die Gefährdungskategorie 3, gefährdet, eingestuft. Diese Assoziation gehört zu dem Verband Kupfergrasnelken-Gesellschaften (Armerion halleri) innerhalb der Ordnung der Schwermetallpflanzen-Gesellschaften (Violetalia calaminariae).